# Liste der Biografien/Nes
Liste der Biografien |
Portal Biografien |
Personensuche
# |
A |
B |
C |
D |
E |
F |
G |
H |
I |
J |
K |
L |
M |
N |
O |
P |
Q |
R |
S |
T |
U |
V |
W |
X |
Y |
Z |
?
 
Na |
Nb |
Nc |
Nd |
Ne |
Nf |
Ng |
Nh |
Ni |
Nj |
Nk |
Nl |
Nm |
Nn |
No |
Nr |
Ns |
Nt |
Nu |
Nv |
Nw |
Nx |
Ny |
Nz
 
Nea |
Neb |
Nec |
Ned |
Nee |
Nef |
Neg |
Neh |
Nei |
Nej |
Nek |
Nel |
Nem |
Nen |
Neo |
Nep |
Ner |
Nes |
Net |
Neu |
Nev |
New |
Nex |
Ney |
Nez
Die Liste der Biografien führt alle Personen auf, die in der deutschsprachigen Wikipedia einen Artikel haben. Dieses ist eine Teilliste mit 357 Einträgen von Personen, deren Namen mit den Buchstaben „Nes“ beginnt.

## Nes
- Nes Ziegler, John van (1921–2006), deutscher Politiker (SPD)
- Nes, Adi (* 1966), israelischer Fotograf
- Nes, Eeke van (* 1969), niederländische Ruderin
- Nes, Guus van (* 1997), niederländischer Eishockeyspieler
- Nes, Hadriaan van (1942–2024), niederländischer Ruderer
- Nes, Henry (1799–1850), US-amerikanischer Politiker
- Nes, Irving van (* 1949), niederländischer Hockeyspieler
- Neș, Teodor (1891–1975), ungarischer Journalist und Gymnasiallehrer
- Nes, Wilhelm van (1900–1979), deutscher Flugzeugkonstrukteur

### Nesa
- Nesaei, Faezeh (* 1998), iranische Sprinterin
- Nesar, Ahmad (* 1958), afghanischer Boxer

### Nesb
- Nesbit, Edith (1858–1924), englische Autorin
- Nesbit, Evelyn (1884–1967), US-amerikanisches Modell und SchauspielerinEvelyn Nesbit (1884–1967)

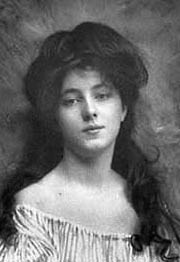
Evelyn Nesbit (1884–1967)

- Nesbit, Joan (* 1962), US-amerikanische Leichtathletin
- Nesbit, Kay (* 1941), australische Badmintonspielerin
- Nesbit, Walter (1875–1938), US-amerikanischer Politiker
- Nesbitt, Aidan (* 1997), schottischer Fußballspieler
- Nesbitt, Cathleen (1888–1982), britische Schauspielerin walisischer und irischer Abstammung
- Nesbitt, Cecil J. (1912–2001), kanadisch-amerikanischer Mathematiker
- Nesbitt, Christine (* 1985), kanadische Eisschnellläuferin
- Nesbitt, David J. (* 1953), Chemiker, Biochemiker und Physiker
- Nesbitt, Derren (* 1935), britischer Schauspieler
- Nesbitt, James (* 1965), britischer SchauspielerJames Nesbitt (* 1965)

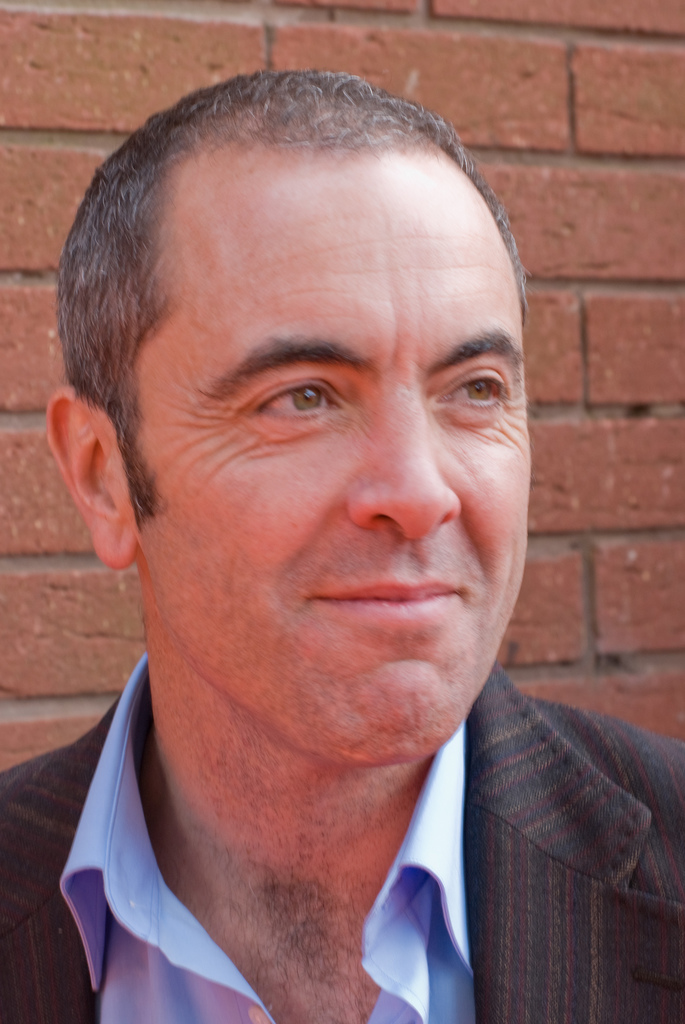
James Nesbitt (* 1965)

- Nesbitt, Jennifer (* 1995), britische Langstreckenläuferin
- Nesbitt, John († 1935), US-amerikanischer Jazztrompeter, Komponist und Arrangeur
- Nesbitt, Kathryn (* 1988), US-amerikanische Fußballschiedsrichterassistentin
- Nesbitt, Máiréad (* 1979), irische Schauspielerin und Sängerin
- Nesbitt, Mike (* 1957), nordirischer Politiker
- Nesbitt, Nina (* 1994), schottische Singer-Songwriterin
- Nesbitt, Stephanie (* 1985), US-amerikanische Synchronschwimmerin
- Nesbitt, Sterling (* 1982), US-amerikanischer Paläontologe
- Nesbitt, Wallace (1858–1930), kanadischer Jurist
- Nesbitt, Wilson (1781–1861), US-amerikanischer Politiker
- Nesbø, Jo (* 1960), norwegischer Schriftsteller und MusikerJo Nesbø (* 1960)

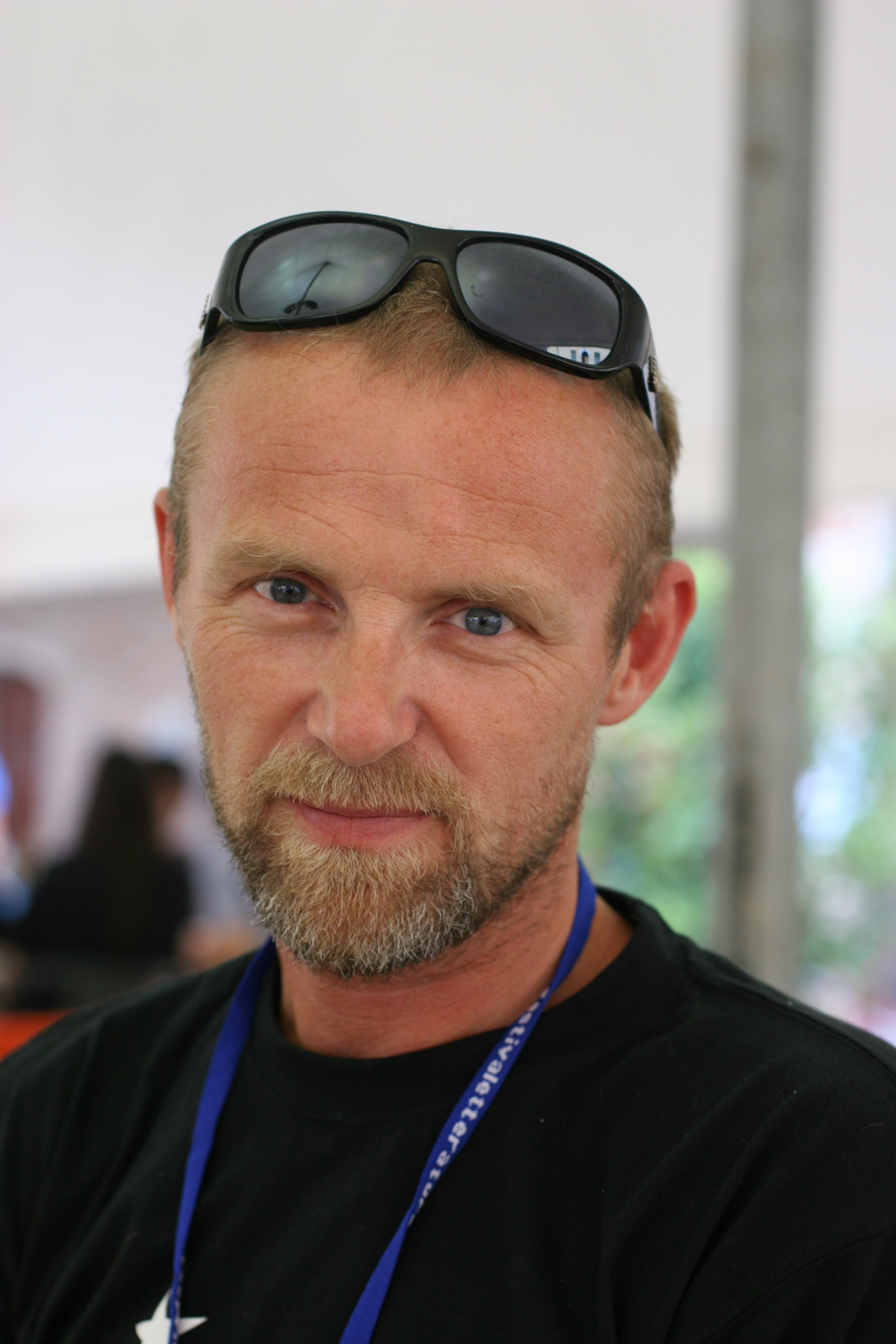
Jo Nesbø (* 1960)

### Nesc
- Nescau, Gustavo (* 2000), brasilianischer Fußballspieler
- Nesch, Rolf (1893–1975), deutsch-norwegischer Maler und Grafiker
- Neschdanowa, Antonina Wassiljewna (1873–1950), russische Opernsängerin (lyrischer Koloratursopran)
- Neschke-Hentschke, Ada (1942–2013), deutsch-schweizerische Philosophiehistorikerin
- Neschmetdinow, Raschid Gibjatowitsch (1912–1974), sowjetischer Schach- und Damespieler
- Neschny, Alexander Iossifowitsch (* 1940), russischer Schriftsteller, Journalist, Publizist
- Neschons, Gemahlin des Pinodjem II.
- Neschtscheret, Ruslan (* 2002), ukrainischer Fußballtorhüter
- Neschwara, Christian (* 1958), österreichischer Rechtshistoriker
- Nescio (1882–1961), niederländischer Schriftsteller

### Nese
- Nese, Tony (* 1985), amerikanischer Wrestler
- Neseker, Herbert (1929–2015), deutscher Jurist
- Neselovskyi, Vadim (* 1977), ukrainischer Jazzpianist, Komponist und Hochschullehrer
- Nesemann, Johann Peter (1724–1802), deutsch-schweizerischer Lehrer und Schulgründer
- Nesen, Anton (1582–1640), deutscher Rechtswissenschaftler
- Nesen, Johann (1583–1654), Zittauer Bürgermeister
- Nesen, Johann Christian (1653–1727), deutscher Jurist, Stadtschreiber, Hof- und Justizrat, Bürgermeister und Stadtrichter in Zittau
- Nesen, Konrad († 1560), deutscher Humanist und Bürgermeister von Zittau
- Nesen, Wilhelm (1492–1524), deutscher Humanist und Pädagoge
- Neseni, Raimund (1888–1970), sudetendeutscher Tierarzt und Hochschullehrer
- Nesensohn, Ambros (1908–1982), österreichischer Politiker (VdU/FPÖ), Landtagsabgeordneter zum Vorarlberger Landtag
- Nesensohn, Johann Baptist (1748–1807), deutscher Geistlicher der römisch-katholischen Kirche
- Nesenus, Johann († 1604), norwegischer Komponist
- Neser, Jakob (1883–1965), deutscher Ringer
- Neser, Peter, deutscher Rechtsprofessor an der Universität Tübingen und außerdem sowohl im Dienst der württembergischen Regierung in Stuttgart als auch der vorderösterreichischen Regierung in Ensisheim
- Neset, Marius (* 1985), norwegischer Jazzmusiker (Tenor-, Sopransaxophon) und Komponist
- Nešetřil, Jaroslav (* 1946), tschechischer Mathematiker

### Nesf
- Nesfield, William Andrews (1793–1881), britischer Aquarellmaler und Landschaftsarchitekt

### Nesg
- Nesgen, Florian (* 1989), deutscher Basketballspieler

### Nesh
- Neshat, Marjan (* 1975), iranische Schauspielerin
- Neshat, Shirin (* 1957), iranische Künstlerin und FilmemacherinShirin Neshat (* 1957)

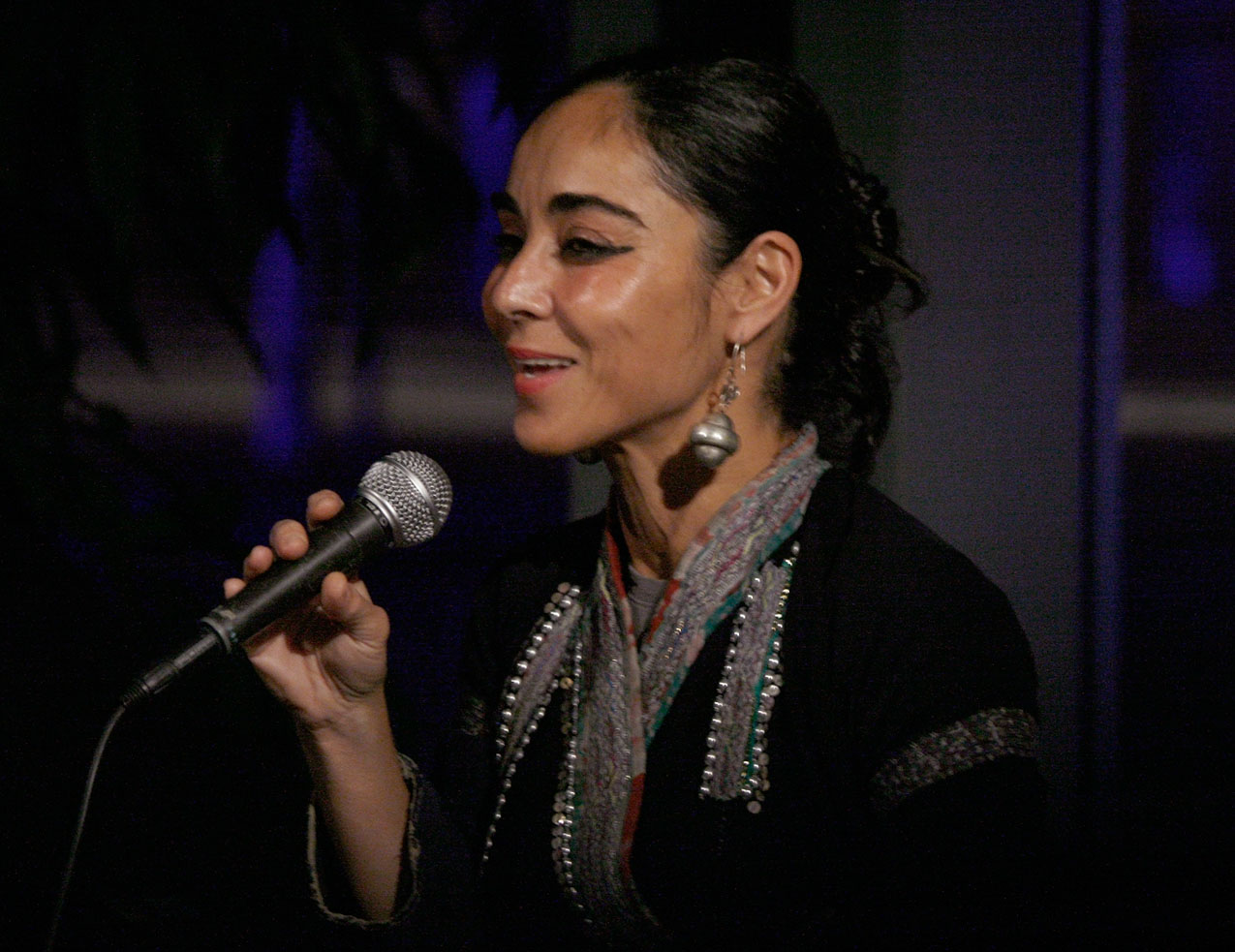
Shirin Neshat (* 1957)

- Nesheim, Berit (* 1945), norwegische Regisseurin und Drehbuchautorin
- Nesheiwat, Janette (* 1976), US-amerikanische Ärztin
- Nesher, Avi (* 1953), israelischer Regisseur, Drehbuchautor und Filmproduzent
- Neshor, ägyptischer Würdenträger unter Apries
- Neshvad, Cyrus, luxemburgischer Filmregisseur

### Nesi
- Nesi, Mary-Ellen, kanadisch-griechische Opernsängerin (Mezzosopran)
- Nesib, Onesimos († 1931), äthiopischer Missionar
- Nesibe, Gevher, Prinzessin des Sultanats der Rum-Seldschuken
- Nešić, Nemanja (1988–2012), serbischer Ruderer
- Nešić, Snežana (* 1972), serbische Komponistin, Akkordeonistin und Dirigentin
- Nesil, Bilgin (* 1943), türkischer Fußballspieler
- Nesin, Ali (* 1956), türkischer Mathematiker
- Nesin, Aziz (1915–1995), türkischer politischer Autor und Satire-Schriftsteller
- Nesiotes, griechischer Bildhauer

### Nesk
- Neske, Günther (1913–1997), deutscher Verleger
- Neske, Patricia (* 1966), deutsche Eiskunstläuferin
- Neske, Rainer (* 1964), deutscher Bankmanager
- Nešković, Wolfgang (* 1948), deutscher Jurist und Politiker (SPD, Bündnis 90/Die Grünen, die Linke), MdB und Richter am Bundesgerichtshof

### Nesl
- Nesl, Karel (1930–2009), tschechoslowakischer Radrennfahrer
- Neslanović, Džemo (* 1983), bosnischer Fußballspieler
- Nesler, Emil (1894–1981), österreichischer Politiker (SPÖ), Landesrat von Vorarlberg
- Nesler-Täubl, Simon (* 2005), österreichischer Fußballspieler
- Nesli (* 1980), italienischer Rapper und Sänger
- Neslişah Sultan (1921–2012), osmanische PrinzessinNeslişah Sultan (1921–2012)

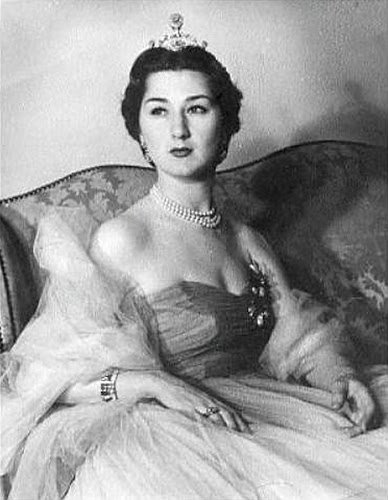
Neslişah Sultan (1921–2012)

### Nesm
- Nesmatschnyj, Andrij (* 1979), ukrainischer Fußballspieler
- Nesmejanow, Alexander Nikolajewitsch (1899–1980), sowjetischer Chemiker
- Nesmith, Aaron (* 1999), US-amerikanischer Basketballspieler
- Nesmith, James W. (1820–1885), US-amerikanischer Politiker
- Nesmith, John (1793–1869), US-amerikanischer Politiker
- Nesmith, Michael (1942–2021), US-amerikanischer Musikproduzent, Autor, Sänger, Multiinstrumentalist und SchauspielerMichael Nesmith (1942–2021)

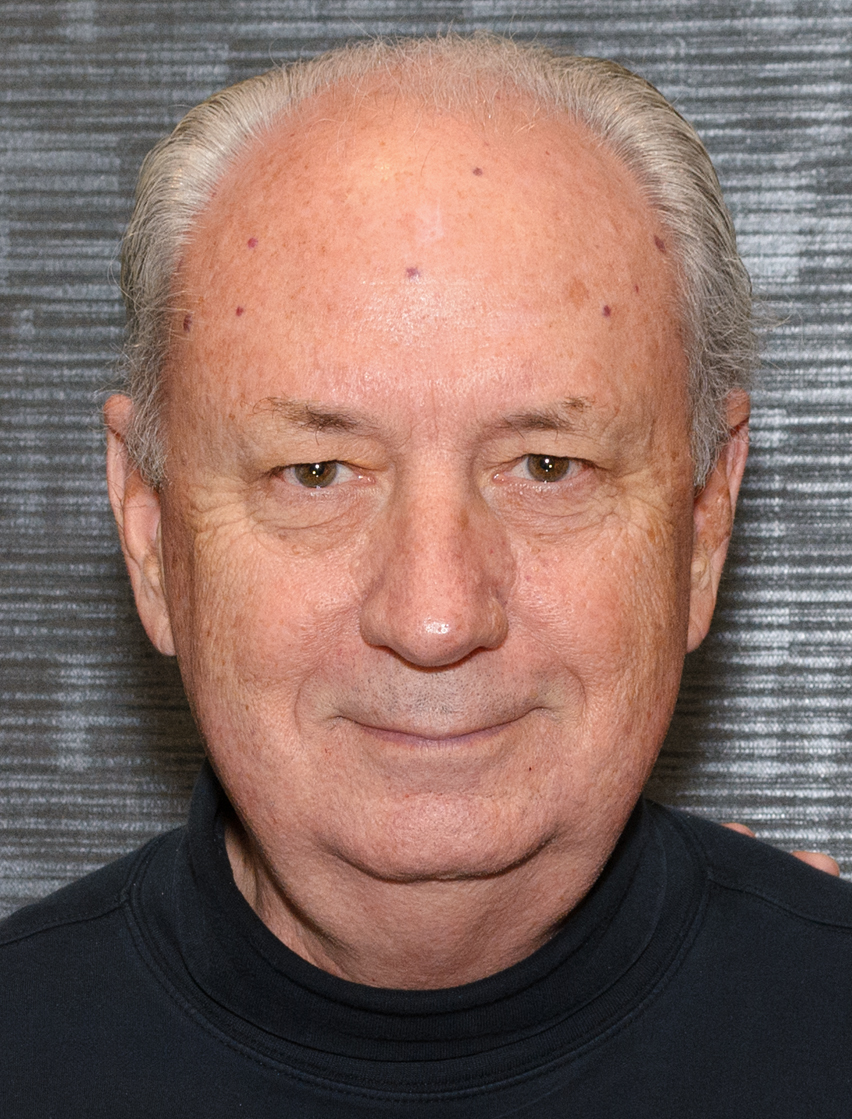
Michael Nesmith (1942–2021)

- Nesmith, Sharon (* 1970), britische Offizierin
- Nesmond, André de (1641–1702), französischer Aristokrat und Marineoffizier
- Nesmond, François de (1629–1715), französischer Bischof
- Nesmond, Henri de (1644–1727), französischer römisch-katholischer Bischof und Erzbischof und Mitglied der Académie française
- Nesmüller, Josef Ferdinand (1818–1895), österreichisch-deutscher Schauspieler, Bühnenschriftsteller, Theaterdirektor, Komponist und Musiker

### Nesn
- Nesnakomoff, Helene (1885–1965), Modell, Geliebte und Ehefrau Jawlenskys

### Neso
- Nesom, Guy L. (* 1945), US-amerikanischer Botaniker
- Nesovic, Dejan (* 1995), österreichischer Fußballspieler

### Nesp
- Nespamedu, altägyptischer Beamter
- Nespaqaschuty, altägyptischer Beamter
- Nesper, Eugen (1879–1961), deutscher Ingenieur, Hochfrequenztechniker und Pionier der drahtlosen Übertragung
- Nesper, Eugen (1913–1991), deutscher Doppelagent der Gestapo
- Nesper, Reinhard (* 1949), deutscher Chemiker und Professor in Anorganischer Chemie
- Nesperennub, Hohepriester im Tempel zu Karnak
- Nespiesni, Wilhelmine (1804–1870), Ehefrau von Johann Nestroy
- Nespitzer, Georg, deutscher Anhänger der Täuferbewegung
- Nespoli, Mauro (* 1987), italienischer Bogenschütze
- Nespoli, Paolo (* 1957), italienischer Astronaut
- Nesptah, Bürgermeister von Thebe

### Nesr
- Neşrî, osmanischer Historiker

### Ness
- Ness, österreichische Singer-Songwriterin
- Ness, Aaron (* 1990), US-amerikanischer Eishockeyspieler
- Neß, Dietmar (* 1938), deutscher Historiker, Evangelischer Theologe und emeritierter Pastor
- Ness, Don (* 1974), US-amerikanischer Politiker
- Ness, Eliot (1903–1957), amerikanischer Finanzbeamter und ProhibitionsagentEliot Ness (1903–1957)

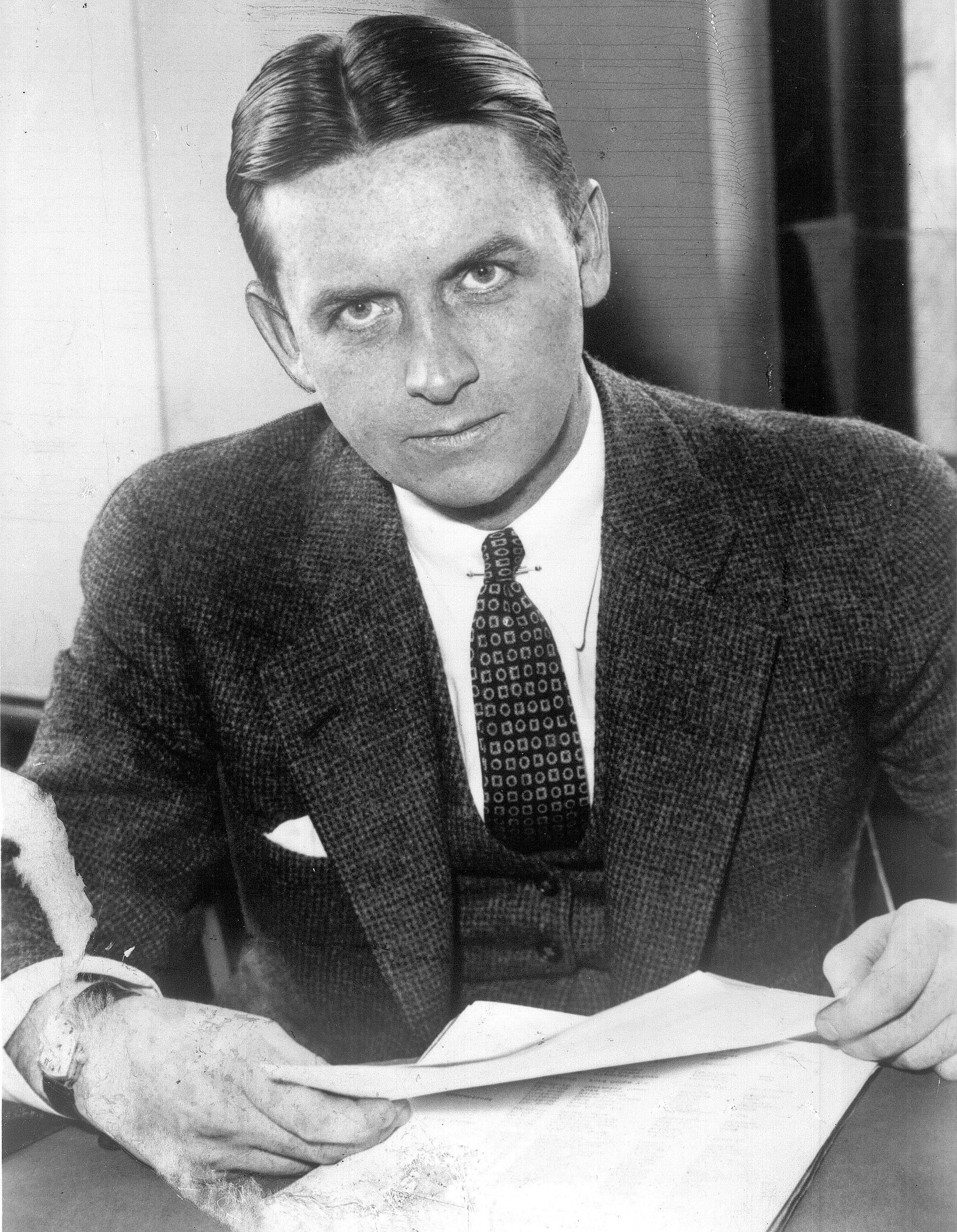
Eliot Ness (1903–1957)

- Ness, Frederick (* 1968), deutscher Hockeyspieler
- Neß, Harry (* 1947), deutscher Berufsschullehrer und Druckhistoriker
- Ness, Jamie (* 1991), schottischer Fußballspieler
- Ness, Klaus (1962–2015), deutscher Politiker (SPD), MdL
- Ness, Martin (1942–1987), deutscher Tischtennisspieler
- Ness, Martin (* 1993), schweizerisch-deutscher Eishockeyspieler
- Ness, Mike (* 1962), US-amerikanischer Gitarrist, Sänger und Frontmann der Band Social DistortionMike Ness (* 1962)

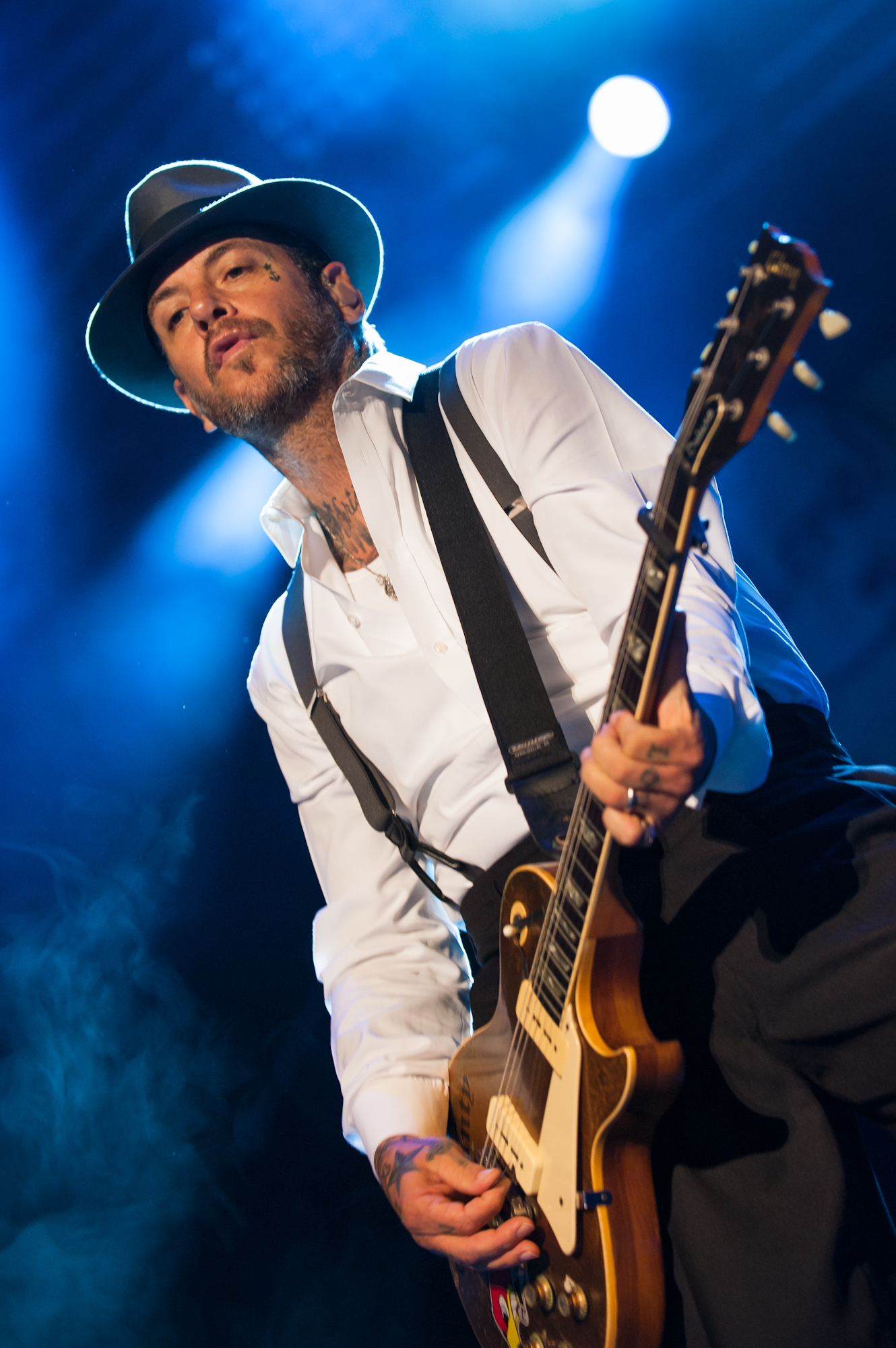
Mike Ness (* 1962)

- Ness, Norman F. (1933–2023), US-amerikanischer Geophysiker und Astrophysiker
- Neß, Oliver (* 1968), deutscher Fernsehjournalist
- Ness, Patrick (* 1971), amerikanisch-britischer Journalist und Schriftsteller
- Neß, Rupert (1670–1740), deutscher Benediktiner, 52. Abt von Ottobeuren
- Neß, Wilhelm (1898–1979), deutscher Mathematiker und Hochschullehrer
- Neß, Wolfgang (* 1949), deutscher Architekt und Denkmalpfleger
- Nessbeal (* 1978), französischer Rapper
- Nessbeth, deutscher Ghetto-Tech- und Electro-DJ und Produzent
- Nesse, Hajo von (1562–1620), deutscher Rechtswissenschaftler, Hochschullehrer und Mecklenburgischer Kanzler
- Nesse, Kirsten (* 1995), deutsche Fußballspielerin
- Nesse, Randolph M. (* 1948), US-amerikanischer Evolutionsbiologe und Mediziner
- Nessel, Franz Jakob (1808–1862), Landtagsabgeordneter Großherzogtum Hessen
- Nessel, Martin (1607–1673), böhmischer Dichter in lateinischer Sprache und Rektor
- Nessel, Xaver Joseph (1834–1918), deutscher Bürgermeister und Politiker, MdR
- Nesseler, Emil (1891–1952), deutscher Lehrer und Heimatforscher
- Nesselhauf, Herbert (1909–1995), deutscher Althistoriker
- Nesselmann, Ferdinand (1811–1881), deutscher Mathematikhistoriker und Orientalist
- Nesselmann, Kurt (1896–1975), deutscher Ingenieur und Hochschullehrer
- Nesselmann, Roderich (1815–1881), deutscher evangelischer Theologe und Geistlicher
- Nesselrath, Arnold (* 1952), deutscher Kunsthistoriker
- Nesselrath, Heinz-Günther (* 1957), deutscher Klassischer Philologe
- Nesselrath, Jan (* 1972), deutscher Kommunalbeamter (CDU) und hauptamtlicher Bürgermeister
- Nesselrode und Reichenstein, Philipp Wilhelm von (1678–1754), Großprior des deutschen Malteserordens (1728–1754)
- Nesselrode, Alfred von (1824–1867), deutscher Rittergutsbesitzer und Verwaltungsbeamter
- Nesselrode, Anna von († 1559), Lehnsherr
- Nesselrode, Bertram von († 1510), Erbmarschall und Amtmann
- Nesselrode, Johann Hermann Franz von (1671–1751), kaiserlich österreichischer Feldmarschall
- Nesselrode, Karl Robert von (1780–1862), russischer Diplomat und StaatsmannKarl Robert von Nesselrode (1780–1862)

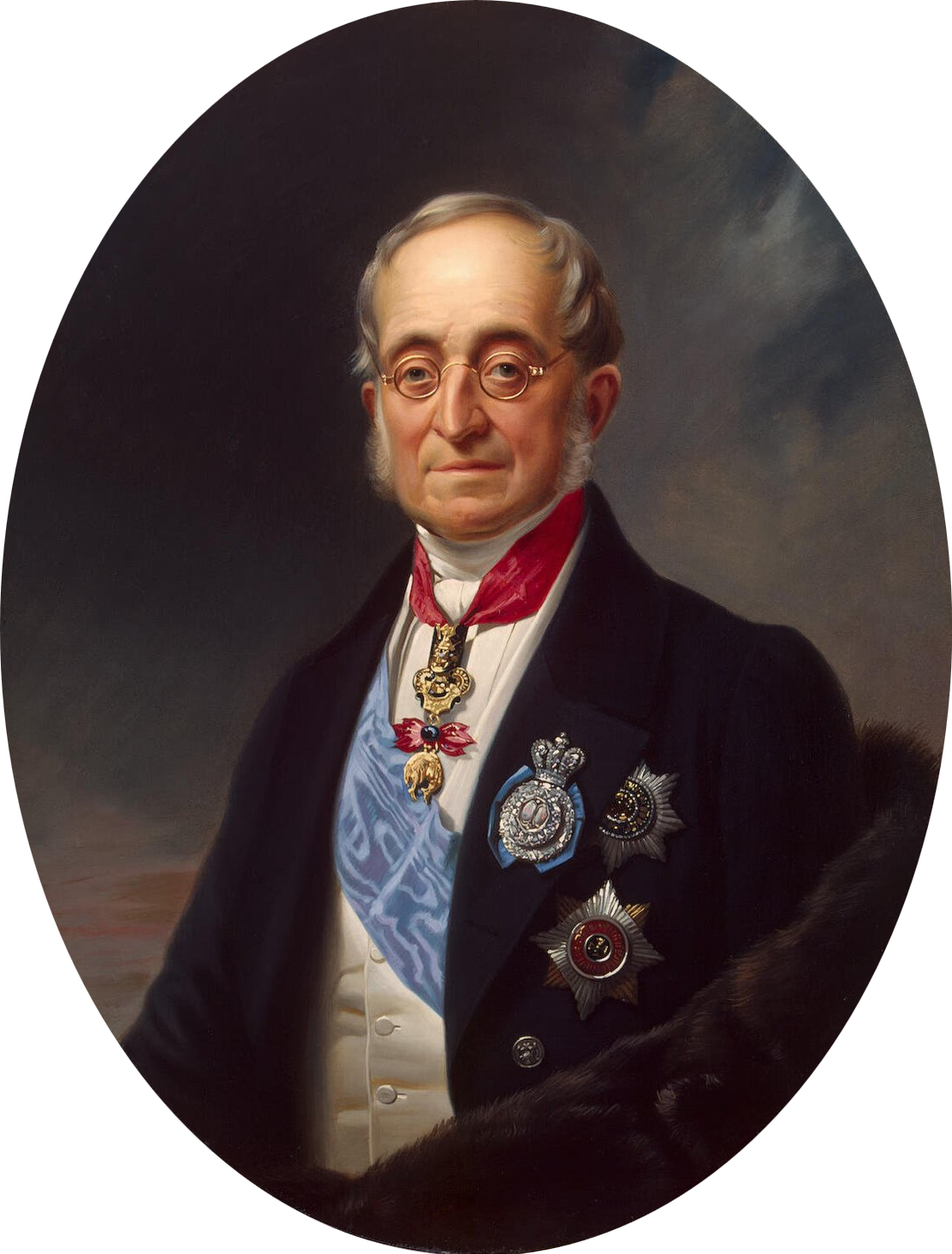
Karl Robert von Nesselrode (1780–1862)

- Nesselrode, Marija Dmitrijewna (1786–1849), russische Hofdame
- Nesselrode, Wilhelm II. von, Herr zu Rheydt und Stolberg
- Nesselrode, Wilhelm von († 1471), Herr von Stolberg und Ratgeber der Jülicher Herzöge
- Nesselrode-Ehreshoven, Franz von (1783–1847), deutscher Rittergutsbesitzer und Politiker
- Nesselrode-Ehreshoven, Franz von (1855–1910), preußischer Landrat
- Nesselrode-Ehreshoven, Johann Bertram von (1624–1712), Domherr in Münster
- Nesselrode-Ehreshoven, Johann Franz von (1754–1816), Domherr in Eichstätt, Münster und Lüttich
- Nesselrode-Ehreshoven, Johann Matthias von, Domherr in Münster
- Nesselrode-Ehreshoven, Johann Salentin von (1634–1715), Domherr in Münster
- Nesselrode-Ehreshoven, Johann Sigismund von (1635–1703), Domherr in Münster
- Nesselrode-Ehreshoven, Johann Wilhelm Franz von (1710–1757), Domherr in Münster, Hildesheim, Lüttich und Mainz
- Nesselrode-Ehreshoven, Johann Wilhelm von (1625–1693), Domherr in Münster und Paderborn
- Nesselrode-Ehreshoven, Karl Franz Alexander Johann Wilhelm von (1752–1822), preußischer Generalmajor, Kommandeur der 13. Landwehr-Brigade
- Nesselrode-Ehreshoven, Matthias von (1592–1670), Domherr in Münster und Paderborn
- Nesselrode-Ehreshoven, Maximilian von (1817–1898), deutscher LandratMaximilian von Nesselrode-Ehreshoven (1817–1898)

Maximilian von Nesselrode-Ehreshoven (1817–1898)

- Nesselrode-Ehreshoven, Wilhelm Franz von (1638–1732), Diplomat, Bischof in Fünfkirchen und Domherr in Münster, Paderborn und Lüttich
- Nesselrode-Hugenpoet, Maximilian Friedrich von (1773–1851), bayerischer Offizier, zuletzt Generalmajor
- Nesselrode-Reichenstein, Franz von (1635–1707), Diplomat und Geheimrat
- Nesselrode-Reichenstein, Johann Franz Joseph von (1755–1824), kurkölnischer Hofratspräsident; Innenminister des Großherzogtums Berg
- Nesselrodt, Johann Ernst Wilhelm von († 1761), deutscher Adliger
- Nesselthaler, Andreas (1748–1821), Salzburger Hofmaler
- Nesselträger, Hermann (1870–1932), deutscher Schauspieler der Stummfilmzeit
- Nessensohn, Hansjörg (* 1976), deutscher Schriftsteller und Drehbuchautor
- Nessenthaler, Johann David (1717–1766), deutscher Zeichner und Kupferstecher
- Nesser, Håkan (* 1950), schwedischer Krimi-SchriftstellerHåkan Nesser (* 1950)

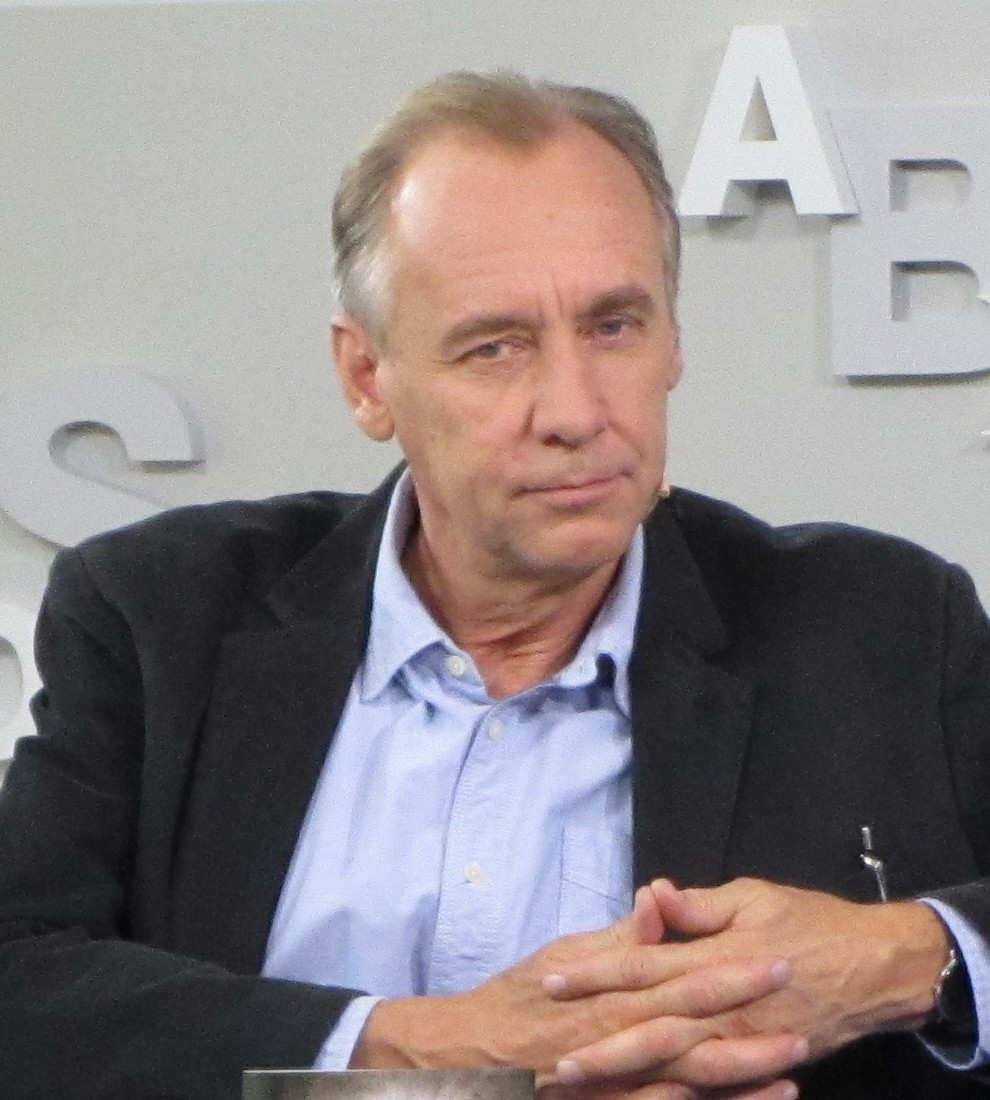
Håkan Nesser (* 1950)

- Nesser, James (1858–1936), luxemburgischer Ordensgeistlicher, römisch-katholischer Missionar
- Nesset, Adolf (1920–1982), österreichischer Politiker (FPÖ), Landtagsabgeordneter
- Nesset, Arnfinn (* 1936), norwegischer Serienmörder
- Neßhöver, Carsten, deutscher Biologe und Naturschutz-Wissenschaftler
- Nessi (* 1989), deutsche Musikerin
- Nessi, Alberto (* 1940), Schweizer Schriftsteller
- Nessi, Angelo (1873–1932), Schweizer Journalist und Librettist
- Nessi, Emilio (1949–2009), italienischer Journalist, Autor und Tierschützer
- Nessi, Gian Gaspare (1800–1856), Schweizer Rechtsanwalt, Politiker, Tessiner Grossrat und Staatsrat
- Nessi, Lino (* 1904), paraguayischer Fußballspieler
- Nessig, Wilhelm Robert (1861–1932), deutscher Lehrer und Geologe
- Nessim, Salah, ägyptischer Basketballspieler
- Nessimian, Jacques (1876–1960), Bischof der armenisch-katholischen Kirche
- Nessis, Gennadi Jefimowitsch (* 1947), russischer Schachspieler und -trainer
- Nessizius, Heinz (* 1951), österreichischer Musiker, Texter und Musikproduzent
- Neßlage, Frank (* 1969), deutscher Fotograf und Regisseur
- Neßlage, Rabea (* 1990), deutsche Handballspielerin
- Neßler, Barbara (* 1991), österreichische Politikerin (Die Grünen), NationalratsabgeordneteBarbara Neßler (* 1991)

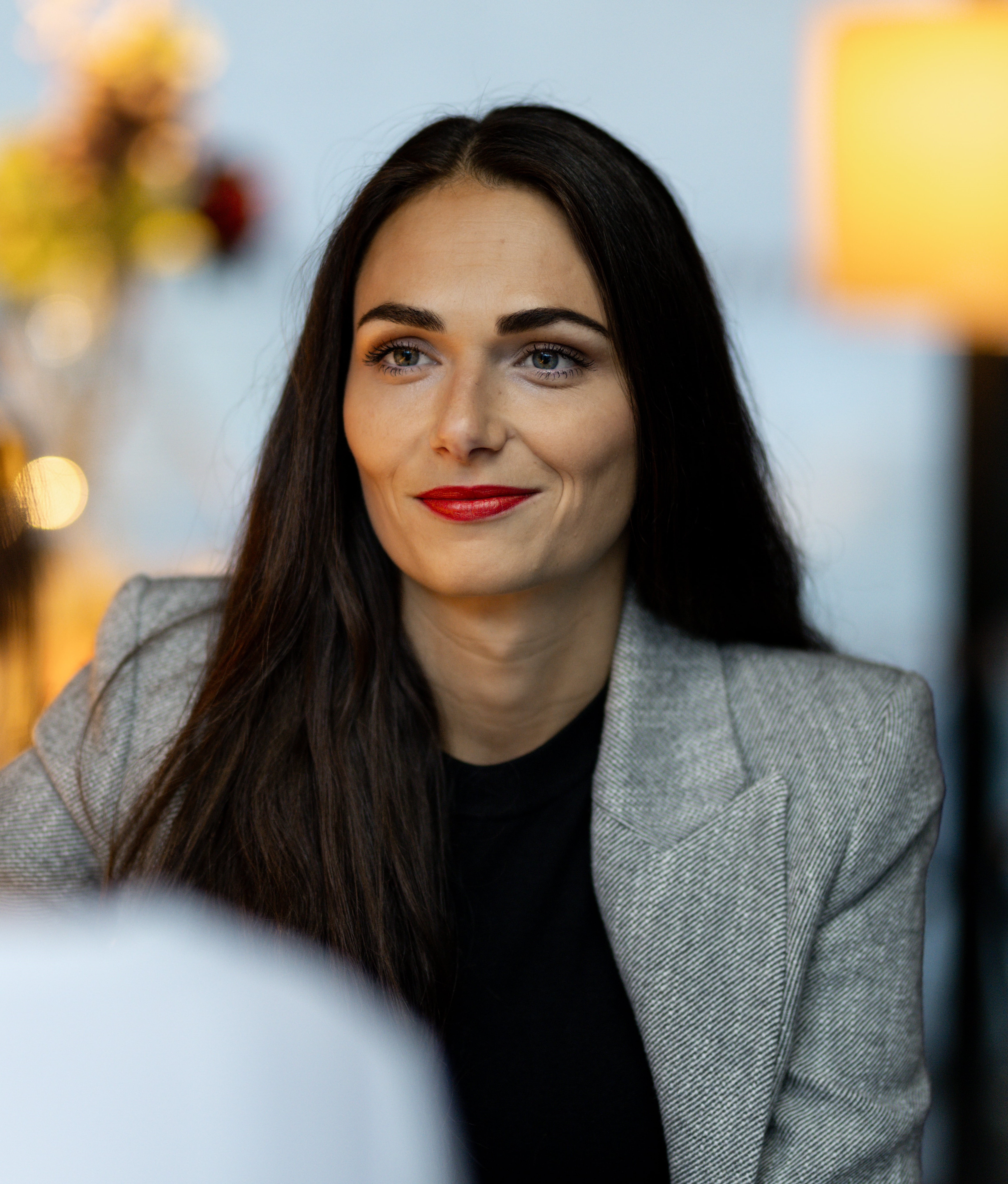
Barbara Neßler (* 1991)

- Neßler, Henry (1851–1911), preußischer Generalmajor
- Neßler, Julius (1827–1905), deutscher Agrikulturchemiker
- Nessler, Karl Ludwig (1872–1951), deutscher Friseur und der Erfinder der Dauerwelle
- Nessler, Karl Wilhelm (1830–1904), deutscher Geistlicher und Politiker (DFP), MdR
- Nessler, Natalie (* 1976), deutsche Curlerin
- Nessler, Nikolaus Alexander (* 1958), deutscher Künstler, Grafikdesigner, Autor und Kurator
- Nessler, Robert (1919–1996), österreichischer Komponist
- Nessler, Victor Ernst (1841–1890), deutscher Komponist
- Nessling, Tor (1901–1971), finnischer Diplomingenieur, Industrieller und Vuorineuvos
- Neßmann, Johann Christoph Friedrich (1817–1884), deutscher Goldschmied und Statistiker
- Nessmann, Victor (1900–1944), elsässisch-französischer Arzt, Résistancekämpfer und Opfer des Nationalsozialismus
- Nesson, Charles (* 1939), US-amerikanischer Rechtswissenschaftler
- Nesson, Pierre de (1383–1440), französischer Dichter
- Nesson, Sara, Filmregisseurin und Filmproduzentin
- Nessos, Evangelos (* 1978), deutsch-griechischer Fußballspieler
- Nessos-Maler, griechischer Vasenmaler
- Neßtfell, Johann Georg (1694–1762), deutscher Ebenist und Mechanikus
- Nessvold, Annika (* 1971), schwedische Fußballspielerin

### Nest
- Nest ferch Cadell, Königin von Gwynedd (Wales)
- Nest ferch Rhys, walisische Prinzessin von Deheubarth
- Nest, Loni (1915–1990), deutsche Kinderdarstellerin in der Stummfilmära
- Nest, Tilo (* 1960), deutscher Schauspieler, Regisseur und Sänger
- Nest, Ursula (1917–2007), deutsche Schauspielerin
- Nesta, Alessandro (* 1976), italienischer Fußballspieler und -trainerAlessandro Nesta (* 1976)

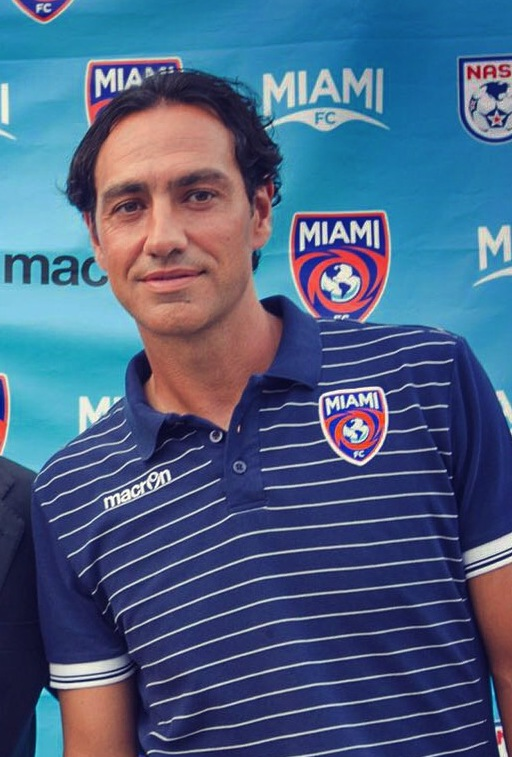
Alessandro Nesta (* 1976)

- Nestajko, Wsewolod (1930–2014), ukrainischer Kinderbuchautor
- Nešťák, Pavel (* 1975), tschechischer Eishockeytorwart
- Nestaker, Guro (* 1998), norwegische Handballspielerin
- Nestarcová, Dominika (* 1984), slowakische Beachvolleyballspielerin
- Neste, Friedrich (1819–1886), österreichischer Pfarrer und Politiker, Landtagsabgeordneter
- Nesteckis, Antanas (* 1956), litauischer Politiker (Seimas)
- Nestel, Hermann (1858–1905), deutscher Landschaftsmaler, Illustrator und Zeichner
- Nestel, Werner (1904–1974), deutscher Hochfrequenztechniker
- Nestele, Klaus (1930–2021), deutscher Journalist und Autor
- Nesteng, Bård (* 1979), norwegischer Bogenschütze
- Nester, Johann Matthias (1622–1679), deutscher Arzt
- Nester, Marcus P. (* 1947), Schweizer Filmschaffender und Autor
- Nester, Uwe (* 1958), deutscher Fußballspieler
- Nesterenko, Eric (1933–2022), kanadischer Eishockeyspieler und -trainer
- Nesterenko, Jewgeni Jewgenjewitsch (1938–2021), russischer Opernsänger (Bass)
- Nesterenko, Juri Walentinowitsch (* 1946), russischer Mathematiker
- Nesterenko, Lada (* 1976), ukrainische Skilangläuferin
- Nesterenko, Mykyta (* 1991), ukrainischer Diskuswerfer
- Nesteriuc, Anamaria (* 1993), rumänische Hürdenläuferin
- Ņesterova, Sofja (* 2001), lettische Fußballspielerin
- Nesterovič, Radoslav (* 1976), slowenischer Basketballspieler
- Nesterow, Alexander Jurjewitsch (* 1985), russischer Eishockeyspieler
- Nesterow, Juri Igorewitsch (* 1967), sowjetisch-russischer Handballspieler
- Nesterow, Juri Jewgenjewitsch (* 1956), russischer Mathematiker
- Nesterow, Michail Wassiljewitsch (1862–1942), russischer Maler
- Nesterow, Nikita Danilowitsch (* 1993), russischer Eishockeyspieler
- Nesterow, Nikolai (* 1981), russischer Tennisspieler
- Nesterow, Petar (* 2003), bulgarischer Tennisspieler
- Nesterow, Pjotr Nikolajewitsch (1887–1914), russischer Pilot und Flugzeugkonstrukteur
- Nesti (* 1977), deutscher Sänger
- Nesti, Piergiorgio Silvano (1931–2009), italienischer Ordensgeistlicher, Kurienerzbischof der römisch-katholischen Kirche
- Nestico, Sammy (1924–2021), amerikanischer Jazz-Musiker, Komponist, Arrangeur
- Nestius, Michael (1721–1794), deutscher evangelisch-lutherischer Geistlicher
- Nestle, Christian Gottlieb (1808–1879), württembergischer Obertribunalprokurator und Mitglied des württembergischen Landtags
- Nestle, Eberhard (1851–1913), deutscher evangelischer Theologe und Orientalist
- Nestle, Erwin (1883–1972), deutscher evangelischer Theologe und Altphilologe
- Nestle, Fritz (1930–2015), deutscher Mathematikdidaktiker und Bildungsforscher
- Nestle, Gustav Edmund (1806–1874), Politiker der Freien Stadt Frankfurt
- Nestlé, Henri (1814–1890), deutscher UnternehmerHenri Nestlé (1814–1890)

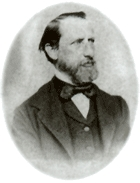
Henri Nestlé (1814–1890)

- Nestle, Hermann Carl (1814–1887), deutscher Kaufmann, Politiker der Freien Stadt Frankfurt
- Nestle, Ingrid (* 1977), deutsche Politikerin (Bündnis 90/Die Grünen), MdB
- Nestle, Joan (* 1940), US-amerikanische Autorin und Lehrerin
- Nestle, Johann Tobias (1777–1834), deutscher Kaufmann und Abgeordneter
- Nestle, Julia (* 1985), deutsche RadiomoderatorinJulia Nestle (* 1985)

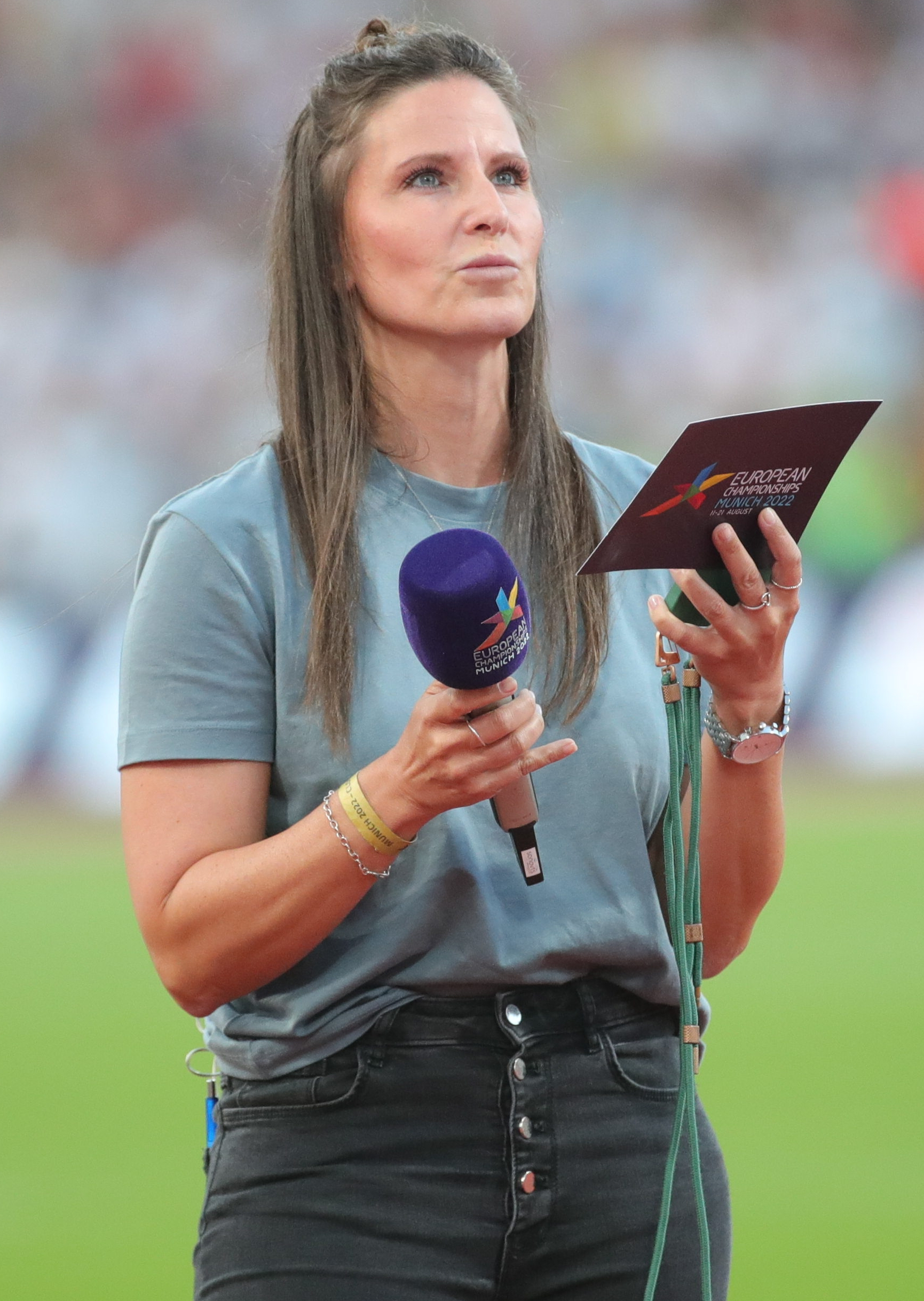
Julia Nestle (* 1985)

- Nestle, Marion, US-amerikanische Ernährungsexpertin und Hochschullehrerin
- Nestle, Theodor von (1852–1929), württembergischer Verwaltungsjurist
- Nestle, Walter (1902–1945), deutscher Klassischer Philologe
- Nestle, Wilhelm (1865–1959), deutscher Altphilologe
- Nestler, Amadeus (1870–1964), deutscher Pianist und Musikpädagoge
- Nestler, Arndt (* 1916), deutscher Landwirt und Mitglied der Volkskammer der DDR
- Nestler, August Julius (1851–1919), deutscher Komponist, Musikpädagoge
- Nestler, Bernd (* 1953), deutscher Fußballspieler
- Nestler, Britta (* 1972), deutsche Mathematikerin und Hochschullehrerin
- Nestler, Carl Gotthilf (1789–1864), erzgebirgischer Hammerherr
- Nestler, Christian Gottfried (1778–1832), französischer Hochschullehrer, Professor der Botanik und Pharmazie in Straßburg
- Nestler, Christine (* 1940), deutsche Skilangläuferin
- Nestler, Cornelius (* 1955), deutscher Jurist
- Nestler, Dieter (1936–2014), deutscher Künstler
- Nestler, Eric J. (* 1954), Neurowissenschaftler, Pharmakologe und Psychiater
- Nestler, Friedrich (1935–2013), deutscher Bibliothekswissenschaftler
- Nestler, Friedrich August (1817–1907), deutscher Politiker und Abgeordneter im Sächsischen Landtag
- Nestler, Friedrich Hermann (1765–1848), deutscher Buchdrucker und Verlagsbuchhändler sowie Herausgeber
- Nestler, Fritz (1876–1950), deutscher Unternehmer und Politiker (DVP), MdL
- Nestler, Gaby (* 1967), deutsche Skilangläuferin
- Nestler, Gerhard (1900–1983), deutscher Musikpädagoge und Komponist
- Nestler, Gotthold (1887–1957), deutscher Architekt
- Nestler, Harry (* 1943), deutscher Politiker (CDU), MdBB
- Nestler, Heinz (* 1938), deutscher nordischer Skitrainer
- Nestler, Irene (1936–2018), deutsche Künstlerin
- Nestler, Joachim (1936–2002), deutscher Drehbuchautor
- Nestler, Johann Karl (1783–1841), österreichischer Agrarwissenschaftler
- Nestler, Karl Christoph (1740–1804), deutscher evangelischer Theologe
- Nestler, Lisa (* 2001), deutsche Schauspielerin
- Nestler, Lothar (1932–2015), deutscher Diplomat (DDR)
- Nestler, Nina (* 1982), deutsche Rechtswissenschaftlerin
- Nestler, Norbert (1942–2014), österreichischer Objektkünstler und Maler
- Nestler, Paolo (1920–2010), deutscher Architekt
- Nestler, Patricia (* 2001), deutsche VolleyballspielerinPatricia Nestler (* 2001)

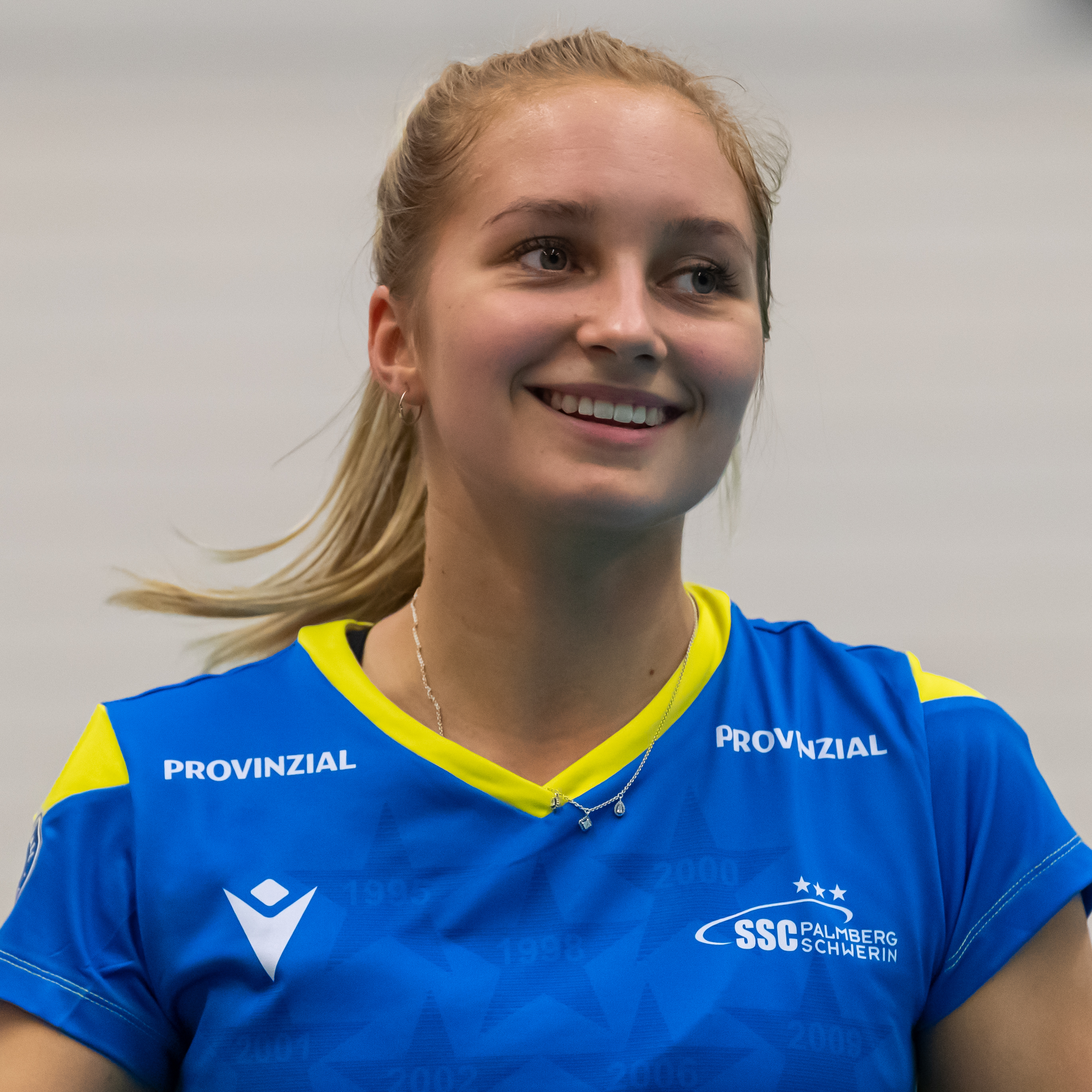
Patricia Nestler (* 2001)

- Nestler, Peter (1929–2022), deutscher Journalist und Kulturpolitiker
- Nestler, Peter (* 1937), deutscher Schauspieler und Dokumentarfilmer
- Nestler, Peter (* 1951), deutscher Fußballspieler
- Nestler, Simon (* 1983), deutscher Informatiker und Hochschullehrer
- Nestler, Theo (1868–1932), deutscher Komponist und Chorleiter
- Nestler, Ute (* 1960), deutsche Skilangläuferin
- Nestler, Waldus (1887–1954), deutscher Reformpädagoge
- Nestler, Wolfgang (* 1943), deutscher Künstler und Hochschullehrer
- Nestler-Rebeau, Friederike Johanna (* 1938), österreichische Installations- und Objektkünstlerin sowie Fotografin
- Nestmann, Rico (1969–2016), deutscher Tier- und Naturfotograf
- Nestmann, Uwe (* 1967), deutscher Informatiker und Hochschullehrer
- Nestmeyer, Ralf (* 1964), deutscher Reisejournalist und Autor
- Nestola, Sara (* 2001), italienische Leichtathletin
- Nestor, byzantinischer General und Rebell gegen Kaiser Michael VII.
- Nestor (* 1974), russischer Priester, Bischof der Russisch-Orthodoxen Kirche
- Nestor von Kiew (1050–1113), ostslawischer Mönch und Verfasser der ersten ostslawischen ChronikNestor von Kiew (1050–1113)

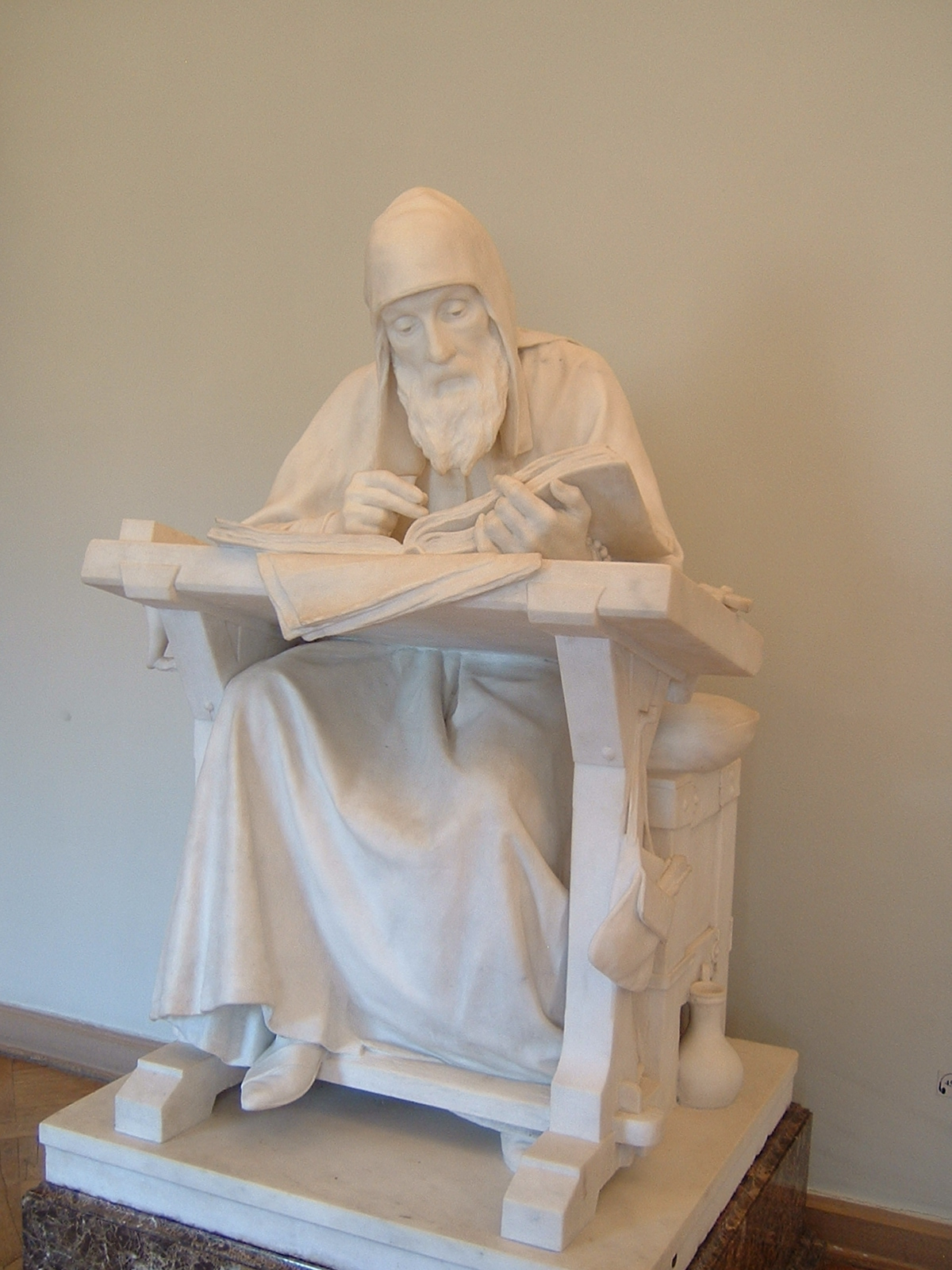
Nestor von Kiew (1050–1113)

- Nestor, Daniel (* 1972), kanadischer Tennisspieler
- Nestor, Donald Patrick (1938–2003), britischer anglikanischer Suffraganbischof der Diocese of Lesotho in der Anglican Church of Southern Africa
- Nestor, Eiki (* 1953), estnischer Politiker, Mitglied des Riigikogu
- Nestor, Grethe (* 1968), norwegische Schriftstellerin und Journalistin
- Nestor, Harry (1893–1969), österreichischer Filmschauspieler in Deutschland und Frankreich
- Nestor, Jim (1920–2010), australischer Radrennfahrer
- Nestor, Johann (1596–1662), deutscher Mediziner und kursächsischer Leibarzt
- Nestor, Johanna (1917–2012), österreichische Botschafterin
- Nestor, LaLa (* 2007), US-amerikanische Schauspielerin
- Nestorescu, Virgil (1929–2018), rumänischer Philologe und Schachkomponist
- Nestorius, Patriarch von Konstantinopel
- Nestorović, Bogdan (1901–1975), serbischer Architekt und Hochschullehrer
- Nestorović, Saša (* 1964), kroatischer Jazzmusiker (Saxophone, Komposition, Orchesterleitung)
- Nestorovski, Ilija (* 1990), mazedonischer Fußballspieler
- Nestos, Ragnvald A. (1877–1942), US-amerikanischer Politiker
- Nestraschil, Thomas (* 1973), österreichischer Basketballspieler
- Nestrašil, Andrej (* 1991), tschechischer Eishockeyspieler
- Nestriepke, Siegfried (1885–1963), deutscher Redakteur und Theaterintendant
- Nestroy, Harald (* 1938), deutscher Diplomat und Botschafter
- Nestroy, Johann (1801–1862), österreichischer Dramatiker, Schauspieler und Opernsänger (Bass)Johann Nestroy (1801–1862)

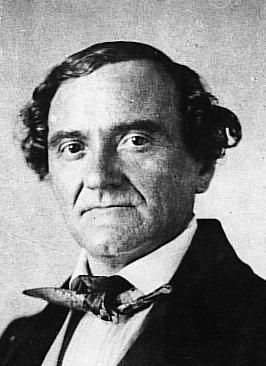
Johann Nestroy (1801–1862)

- Nestroy, Markus (* 1979), österreichischer Kameramann
- Nestroy, Othmar (* 1933), österreichischer Bodenkundler
- Nestrujew, Michail Walerjewitsch (* 1968), russischer Sportschütze
- Nesturch, Michail Fjodorowitsch (1895–1979), sowjetischer Anthropologe, Primatenforscher und Autor
- Nestvogel, Astrid (* 1950), deutsche Schauspielerin und Ärztin
- Nestvogel, Wolfgang (* 1961), deutscher evangelikaler Theologe, Pastor, Dozent und Autor
- Nestvold-Haugen, Leif Kristian (* 1987), norwegischer Skirennläufer
- Nesty, Anthony (* 1967), surinamischer Schwimmer

### Nesu
- Neșu, Mihai (* 1983), rumänischer Fußballspieler

### Nesv
- Nesvadba, Josef (1926–2005), tschechischer Schriftsteller, Übersetzer und Psychiater
- Nesvadba, Joseph (1822–1876), böhmischer Komponist und Dirigent
- Nesvadbová, Annette (* 1992), tschechische Schauspielerin
- Nešvera, Josef (1842–1914), tschechischer Komponist
- Nesvik, Harald Tom (* 1966), norwegischer Politiker
- Nesvorný, David (* 1969), tschechischer Astronom

### Nesy
- Nesytowa, Katharina (* 1985), deutsch-russische SchauspielerinKatharina Nesytowa (* 1985)

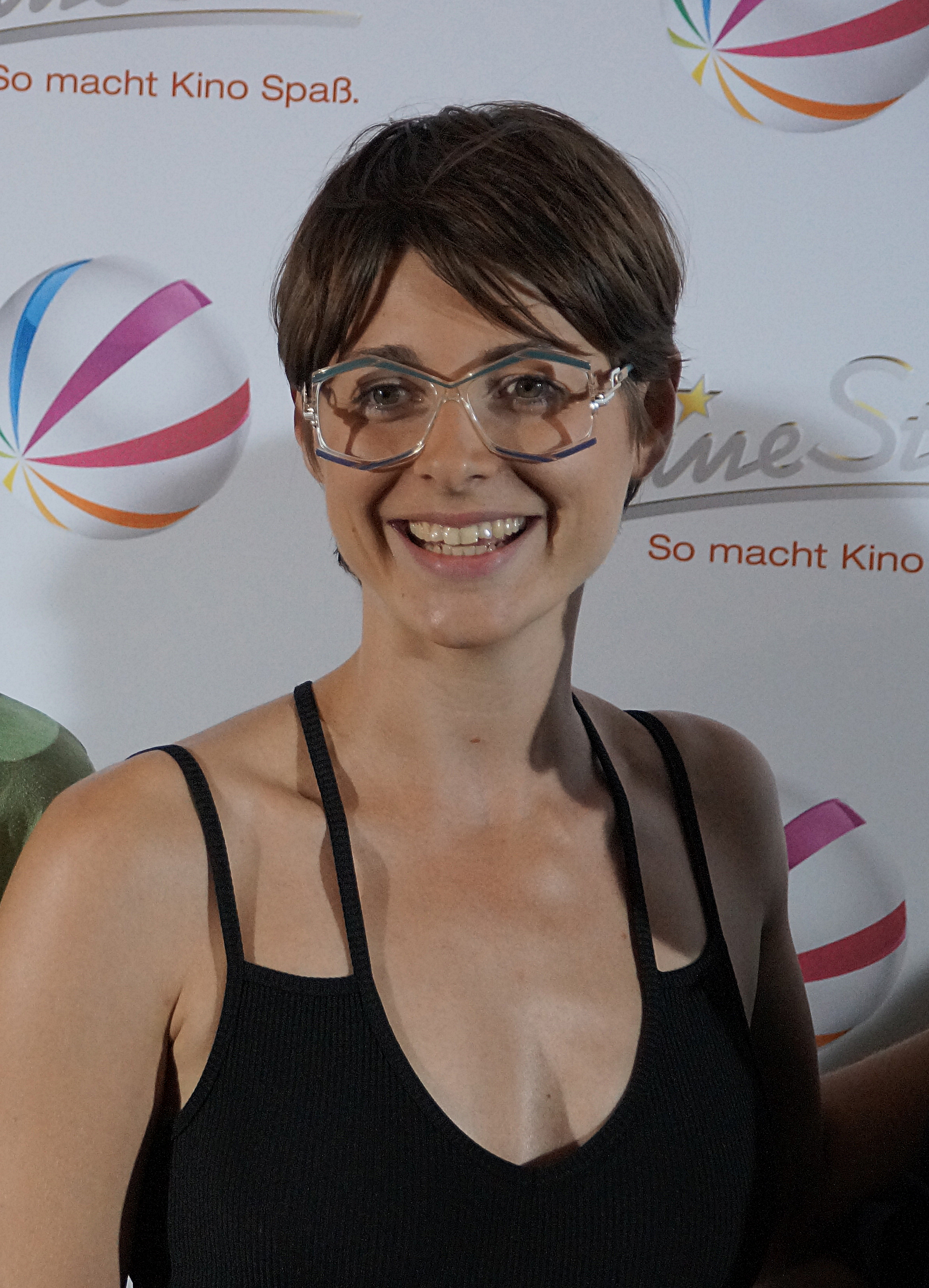
Katharina Nesytowa (* 1985)

### Nesz
- Neszertschyk, Darja (* 1991), belarussische Biathletin
- Neszjarenka, Julija (* 1979), belarussische Sprinterin und Olympiasiegerin
- Neszjarenka, Maksim (* 1992), belarussischer Drei- und Weitspringer
- Neszjarenka, Wassil (1934–2008), belarussischer Kernphysiker und Kernreaktorexperte
- Nesztor, Iván (* 1946), ungarischer Schlagzeuger, Flötist und Sammler von Volksmusik